# Nomada articulata
Nomada articulata är en biart som beskrevs av Smith 1854. Nomada articulata ingår i släktet gökbin, och familjen långtungebin. Inga underarter finns listade i Catalogue of Life.